# Souls in Pawn
Pour plus de détails, voir Fiche technique et Distribution.
Souls in Pawn est un film muet américain réalisé par Henry King, sorti en 1917.

## Synopsis
Le Prince Kondemarck, chef du service secret allemand à Paris, doit s'assurer pour son gouvernement les services d'une femme qui soit la plus intelligente et la plus belle possible. Liane Dore, veuve de feu Sebastian Dore, qui a été tué mystérieusement, accepte ce travail sous la promesse que le Prince lui révèle dans un an le nom de celui qui a tué son mari, qu'elle a juré de venger. En fait c'est le Prince lui-même qui a tué accidentellement Dore qui, se faisant passer pour un célibataire, avait trahi sa sœur. Au cours de leur association en tant qu'espions, Liane et le Prince tombent amoureux l'un de l'autre. Lorsque la guerre est déclarée, Liane ouvre sa maison aux Français blessés, et le Baron Arnorld von Pollnitz, un espion allemand qui cherche à se venger du Prince, dénonce Liane comme espionne. Arrêtée et condamnée à mort, elle est sauvée par le Prince. Après avoir appris que son sauveur est aussi le meurtrier de son mari, Liane est sur le point de le trahir quand il produit des lettres prouvant la duplicité de Dore. Ils s'enfuient ensemble à bord du yacht du Prince.

## Fiche technique
- Titre : Souls in Pawn
- Réalisation : Henry King
- Scénario : d'après une histoire de Julius Grinnell Furthmann
- Photographie : John Seitz
- Société de production : American Film Company
- Société de distribution : Mutual Film Corporation
- Pays de production :  États-Unis
- Langue : anglais
- Format : Noir et blanc - 35 mm - 1,37:1 - Muet
- Genre : Drame et espionnage
- Durée : 50 minutes (5 bobines)[1]
- Date de sortie :
  - États-Unis : 6 août 1917

## Distribution
- Gail Kane : Liane Dore
- Douglas MacLean : Karl, Prince von Kondermarck
- Robert Klein : Baron Arnold von Pollnitz
- Frank Rickert : De Courcey
- Edward Peil Sr. : Etienne Jaccard
- Ashton Dearholt : Sebastian Dore
- Ruth Everdale : Marie, la fille de Liane